# Ярмолюк Сергій Миколайович
Сергі́й Микола́йович Ярмолю́к (* 1957) — український науковець-біоорганік, професор, доктор хімічних наук.

## Життєпис
Народився 2 лютого 1957 року в Пустосі (нині Прибережне) в родині українського письменника Миколи Яковича Ярмолюка.
1979 року закінчив Київський національний університет імені Тараса Шевченка, спеціаліст у галузі хімії органічних сполук. З 1979 по 1983 рік — інженер, Інститут молекулярної біології і генетики НАН України; протягом 1983-1984-х — старший інженер. Від 1984 по 1985 рік — старший інженер, Інститут біоорганічної хімії НАН України.
Протягом 1985—1989 років — аспірант, Новосибірський інститут біоорганічної хімії. З 1985 по 1987 рік — старший інженер, Інститут молекулярної біології і генетики; в 1987—1993 роках — молодший науковий співробітник.
1993 року захистив науковий ступінь кандидата хімічних наук. З 1993 по 1995 рік — науковий співробітник, Інститут молекулярної біології і генетики. В 1995—2002 роках — старший науковий співробітник, з 2002 по 2003-й — провідний науковий співробітник, від 2003 року — завідувач відділу, Інститут молекулярної біології і генетики НАН України.
З 2004-го — заступник головного редактора журналу «Ukrainica Bioorganica Acta», член редакційної колегії журналу «Biopolymers and Cell» (Україна). Починаючи 2008-м — член редакційної колегії журналу «Biotechnic & Histochemistry» (Швеція).
2005 року здобув вчений ступінь доктора хімічних наук.
Від 2006 року — професор (біоорганічна хімія).
Напрями наукових досліджень:
- раціональний дизайн високоактивних та селективних інгібіторів ензимів (за допомогою методів комп'ютерного моделювання, біохімічного скринінгу й органічного синтезу)
- розробка флуоресцентних барвників (для застосування в діагностичних системах).

## Серед робіт
- «Дослідження серії моно- і триметинціанінових барвників як флуоресцентних зондів для визначення фібрилярного <$E bold beta>-лактоглобуліну», А. О. Баланда, К. Д. Волкова, В. Б. Ковальська, Ю. Л. Сломінський, В. Субраманіам, О. І. Толмачов, 2008
- «Взаємодія ціанінових барвників з нуклеїновими кислотами. 14. Спектральні особливості деяких монометинових бензотіазолових ціанінових барвників та їхньої взаємодії з ДНК», М. Ю. Лосицький, Т. Ю. Огульчанський, В. М. Ящук, 2000

### Нагороди
- 2003 — Подяка від Київського голови
- 2005 — Почесна грамота Міністерства освіти і науки України
- 2012 — лауреат державної премії Автономної Республіки Крим (як співавтор підручника для ВНЗ «Органічна хімія»).